# Duinheidedwerg
De duinheidedwerg (Chamaesyrphus lusitanicus) is een vliegensoort uit de familie van de zweefvliegen (Syrphidae). De wetenschappelijke naam van de soort is voor het eerst geldig gepubliceerd in 1898 door Mik.